# Liparochrus multistriatus
Liparochrus multistriatus là một loài bọ cánh cứng trong họ Hybosoridae. Loài này được Harold miêu tả khoa học năm 1874.